# Китайські кульки
Китайські кульки, кульки баодін (спрощ.: 保定健身球; кит. трад.: 保定健身球; піньїнь: Bǎodìng Jiànshēn Qiú) — металеві кульки невеликого розміру, що поміщаються в одній руці. Ще відомі як китайські кульки для вправ, китайські кульки здоров'я, китайські кульки для медитації. Кульки баодін використовують, повторно обертаючи дві або більше кульки в одній руці. Ця вправа націлена на покращення моторики пальців, розслаблення руки, чи допомогу в реабілітації м'язової сили та моторики після операції; також схожа на принцип роботи західних протистресових кульок (стресболів).

## Історія
Перші кульки баодін, найімовірніше, було створено у провінції Хебей (Китай), під час правління династії Мін. До того їх часто називали «залізними кульками» через їх початковий склад. Кульки для медитації виготовляють в цій провінції і в наш час.

## Склад
Із розвитком обробки металу «залізні кульки» набували все більшої популярності. Методи їх виготовлення різнились: більшість кульок баодін складались із пари порожнистих сфер із дзвіночком всередині, що дзеленчав, коли внутрішня кулька вдарялась до зовнішньої сфери. Багато сучасних екземплярів декоровано із застосуванням техніки клуазоне (фр. Cloisonné) та мідного дроту; ці елементи є винятково декоративними, оскільки легко відколюються при падінні чи терті кульок. Китайські кульки також виготовляють з суцільного нефриту, агату, мармуру та інших видів каменю.
Порожнисті кульки зазвичай краще пасують до терапевтичного вжитку через їхню меншу вагу. Важчі кульки з заліза, сталі чи карбіду вольфраму вимагають більших зусиль для обертання. Здебільшого їх використовують для розвитку сили при силових тренуваннях.

## Використання
Базова вправа складається з тримання пари китайських кульок у долоні однієї руки, їх обертання (зміни відносного розміщення двох кульок в долоні), при цьому зберігаючи контакт між кульками.
Щойно техніку засвоєно, швидкість обертання можна поступово підвищувати, аж поки кульки в руці не відокремляться. З часом, рука може навчитись обертати їх так, що вони взагалі не контактуватимуть між собою. Було розроблено вправи із використанням більшої кількості кульок, де основна техніка полягає в уникненні контакту між іншими кульками. Це вимагає використання пальця, зазвичай, вказівного, як розділювача.  
Середній користувач повинен могти почати з 45-міліметрової кульки та поступово рухатись до 60-міліметрової, разом із звиканням м'язів до вправи. Можна використовувати й більші китайські кульки: від 70 до 100 мм. Здатність обертати великі кульки так, щоб вони не торкались одна одної, вважається навичкою високого рівня.
Місце руки, активне під час вправи, можна змінювати, вар'юючи ділянку, над якою обертаються кульки, або змінюючи орбіту кульок, щоб більше сили припадало на конкретний палець чи його суглоб.
Відомий стронґмен Джон Брукфілд в ролі кульок баодін використовував ядра для штовхання, обертаючи їх для розвитку м'язів передпліччя та покращення їх хвату.

## Переваги для здоров'я
Хоч це й не підтверджено науково, вважають, що кульки баодін розвивають м'язи рук, покращують діяльність мозку та сприяють зниженню стресу, коли їх використовують в рамках альтернативної медицини для стимулювання акупунктурних точок руки.
Кульки баодін часто застосовують у фізичній реабілітації для пропрацювання м'яких тканин руки, зап'ястя та плеча.

## Галерея
|                              |
| Кульки баодін у використанні |

|                         |
| Всередині кульки баодін |

1. ↑  The Health Benefits of Chinese Baoding Balls. Архів оригіналу за 16 Серпня 2017. Процитовано 23 вересня 2015.